# Weltmeisterschaften im Modernen Fünfkampf 1984
1984 wurden Weltmeisterschaften im Modernen Fünfkampf nur für die Frauen in Hørsholm, Dänemark, ausgetragen.

## Damen

### Einzel
| Platz | Land           | Sportlerin         |
| ----- | -------------- | ------------------ |
| 1     | Sowjetunion    | Swetlana Jakowlewa |
| 2     | Dänemark       | Pernille Svarre    |
| 3     | BR Deutschland | Sabine Krapf       |

### Mannschaft
| Platz | Land           | Sportlerinnen                                            |
| ----- | -------------- | -------------------------------------------------------- |
| 1     | Sowjetunion    | Swetlana Jakowlewa Irina Kisselewa Tatjana Tschernezkaja |
| 2     | Polen          | Barbara Kotowska Anna Bojan Magdalena Jedlewska          |
| 3     | BR Deutschland | Sabine Krapf Tanja Meyer Kathrin Kröning                 |

## Medaillenspiegel
| Platz | Land           | Goldmedaille | Silbermedaille | Bronzemedaille |
| 1     | Sowjetunion    | 2            | –              | –              |
| 2     | Dänemark       | –            | 1              | –              |
| 2     | Polen          | –            | 1              | –              |
| 4     | BR Deutschland | –            | –              | 2              |